# Seznam meteoritů z Marsu
Toto je seznam meteoritů, u kterých je prokázáno, že pocházejí z Marsu.
| Označení | Místo nálezu                                            | Datum objevu | Hmotnost (g)                                              | Typ                                  | Stáří        |
| --- | ------------------------------------------------------- | --- | --------------------------------------------------------- | ------------------------------------ | ------------ |
| Chassigny | Francie, provincie Haute-Marne, vesnice Chassigny       | 3. října 1815 | ~4 000                                                    | dunit (chassignite)                  | 1,36 mld.    |
| Shergotty | Indie, Bihar State, město Shergahti                     | 25. srpna 1865 | ~5 000                                                    | bazaltický shergottit                | 160 mil.     |
| Nakhla | Egypt, El-Baharnya, vesnice El-Nakhla                   | 28. června 1911 | ~10 000                                                   | klinopyroxen (nakhlite)              | 1,26 mld.    |
| Lafayette | Spojené státy, Indiana, Lafayette                       | 1931 | ~800                                                      | klinopyroxen (nakhlite)              | 1,33 mld.    |
| Governador Valadares | Brazílie, stát Minas Gerais, město Governador Valadares | 1958 | 158                                                       | klinopyroxen (nakhlite)              | 1,37 mld.    |
| Zagami | Nigérie, Katsina Province, Zagami Rock                  | 3. října 1962 | ~18 000                                                   | bazaltický shergottit                | 170 mil.     |
| ALHA 77005 | Antarktida, Victoria Land, Allan Hills                  | 29. prosince 1977 | 482                                                       | peridotit (lherzolitický shergottit) | 190 mil.     |
| Yamato 793605 | Antarktida, Victoria Land, Yamato Mountains             | 1979 | 16                                                        | peridotit (lherzolitický shergottit) | 200 mil.     |
| EETA 79001 | Antarktida, Victoria Land, Elephant Moraine             | 13. ledna 1980 | 7 900                                                     | olivínicko-phyric shergottit         | 180 mil.     |
| ALH 84001 | Antarktida, Victoria Land, Allan Hills                  | 27. prosince 1984 | 1 939,9                                                   | ortopyroxen                          | 4,5 mld.     |
| LEW 88516 | Antarktida, Victoria Land, Lewis Cliff                  | 22. prosince 1988 | 13,2                                                      | peridotit (lherzolitický shergottit) | 180 mil.     |
| QUE 94201 | Antarktida, Victoria Land, Queen Alexandra Range        | 16. prosince 1994 | 12,0                                                      | bazaltický shergottit                | 330 mil.     |
| Dar al Gani 476 Dar al Gani 489 Dar al Gani 735 Dar al Gani 670 Dar al Gani 876 Dar al Gani 975 Dar al Gani 1037 | Libye, poušť Sahara                                     | 1. května 1998 1997 1996-1997 1998-1999 7. května 1998 21. srpna 1999                                                                                               | 2 015 2 146 588 1 619 6,2 27,55 4012,4                    | olivinicko-phyric shergottit         | ? 750 mil. ? |
| Yamato 980459 | Antarktida, Yamato Mountains                            | 4. prosince 1998 | 82,46                                                     | basaltic shergottite                 | ?            |
| Los Angeles 001 Los Angeles 002 | Spojené státy, Kalifornie, Los Angeles                  | 30. října 1999 30. října 1999 | 452,6 245,4                                               | bazaltický shergottit                | ?            |
| Sayh al Uhaymir 005 Sayh al Uhaymir 008 Sayh al Uhaymir 051 Sayh al Uhaymir 094 Sayh al Uhaymir 060 Sayh al Uhaymir 090 Sayh al Uhaymir 120 Sayh al Uhaymir 150 Sayh al Uhaymir 125 Sayh al Uhaymir 130 Sahy al Uhaymir 131 | Omán, Sayh al Uhaymir                                   | 26. listopadu 1999 26. listopadu 1999 1. srpna 2000 8. února 2001 27. června 2001 19. února 2002 17. listopadu 2002 8. srpna 2002 19. listopadu 2003 11. ledna 2004 | 1 344 8 579 436 233,3 42,28 94,84 75 107,7 31,7 278,5 168 | olivínicko-phyric shergottit         | ?            |
| Dhofar 019 | Omán, Dhofar                                            | 24. ledna 2000 | 1 056                                                     | olivínicko-phyric shergottit         | ?            |
| GRV 9927 | Antarktida, Grove Hill                                  | 8. února 2000 | 9,97                                                      | peridotit (lherzolitický shergottit) | ?            |
| Dhofar 378 | Omán, Dhofar                                            | 17. června 2000 | 15                                                        | bazaltický shergottit                | ?            |
| Northwest Africa 2737 | Maroko                                                  | srpen 2000 | 611                                                       | dunit (chaasignite)                  | ?            |
| Northwest Africa 480 Northwest Africa 1460 | Maroko                                                  | listopad 2000 prosinec 2001 | 28 70,2                                                   | bazaltický shergottit                | ?            |
| Y000593 Y000749 Y000802 | Antarktida, Yamato Mountains                            | 29. listopadu 2000 3. prosince 2000 ?? | 13 700 1 300 22                                           | klinopyroxen (nakhlite)              | ?            |
| Northwest Africa 817 | Maroko                                                  | prosinec 2000 | 104                                                       | klinopyroxen (nakhlite)              | ?            |
| Northwest Africa 1669 | Maroko                                                  | leden 2001 | 35,85                                                     | bazaltický shergottit                | ?            |
| Northwest Africa 1950 | Maroko                                                  | leden & březen 2001 | 797                                                       | peridotit (lherzolitický shergottit) | ?            |
| Northwest Africa 856 | Maroko                                                  | březen 2001 | 320                                                       | bazaltický shergottit                | ?            |
| Northwest Africa 1068 Northwest Africa 1110 Northwest Africa 1775 Northwest Africa 2373 | Maroko, Maarir                                          | duben 2001 leden 2002 srpen 2004 | 654 118 25 18,1                                           | olivínicko-phyric shergottit         | ?            |
| Northwest Africa 998 | Alžírsko nebo Maroko                                    | září 2001 | 456                                                       | klinopyroxen (nakhlite)              | ?            |
| Northwest Africa 1195 | Maroko, Safsaf                                          | březen 2002 | 315                                                       | olivínicko-phyric shergottit         | ?            |
| Northwest Africa 2046 | Alžírsko, Lakhbi                                        | září 2003 | 63                                                        | olivínicko-phyric shergottit         | ?            |
| MIL 03346 | Antarktida, Miller Range v Transantarctic Mountains     | 15. prosince 2003 | 715,2                                                     | nakhlite                             | ?            |
| Northwest Africa 3171 | Alžírsko                                                | únor 2004 | 506                                                       | bazaltický shergottit                | ?            |
| Northwest Africa 2626 | Alžírsko                                                | listopad 2004 | 31,07                                                     | olivínicko-phyric shergottit         | ?            |
| YA1075 | Antarktida                                              | ? | 55                                                        | peridotit (lherzolitický shergottit) | ?            |